# 泰拜特
33°5′N 6°23′E / 33.083°N 6.383°E

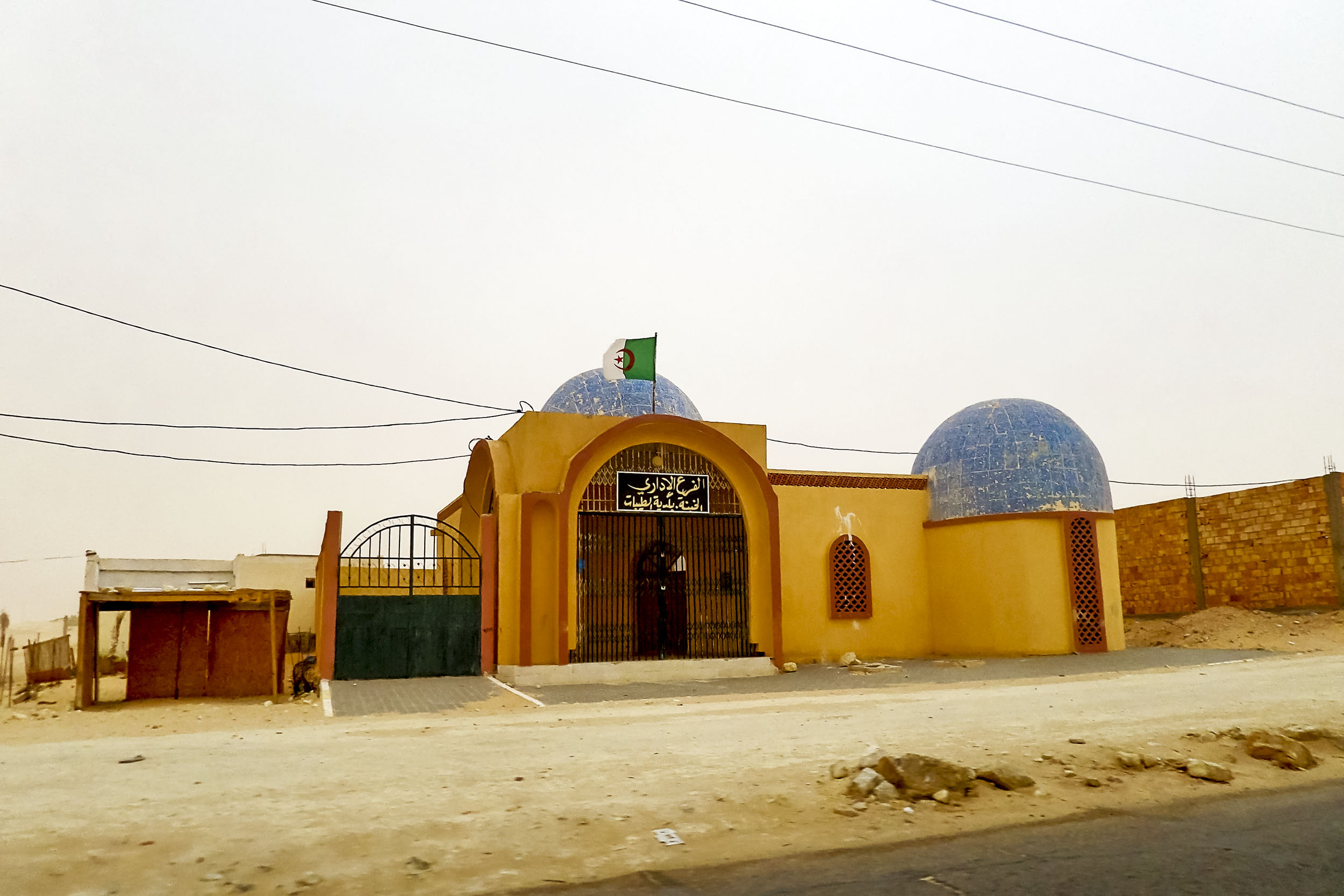
泰拜特

泰拜特（阿拉伯语：‎），是阿爾及利亞的城鎮，位於該國東部，由瓦爾格拉省負責管轄，是泰拜特區的首府，面積4,562平方公里，海拔高度99米，2008年人口20,174，人口密度每平方公里4人。